# Dana Laurita
Dana Laurita (Los Angeles, 31 gennaio 1964) è un'attrice statunitense.
Attiva da bambina nel mondo della televisione, iniziò a recitare a sette anni, nel 1970. Nel 1973 lavorò come doppiatrice nel film Robin Hood, in cui diede la voce alla coniglietta.
Svolse la carriera nell'arco di 12 anni, concludendo l'attività nel 1982.

## Filmografia parziale
- Robin Hood (1973) - voce
- Generazione Proteus (Demon Seed), regia di Donald Cammell (1977)
- Goodbye amore mio! (The Goodbye Girl), regia di Herbert Ross (1977)